# Meineckia cerebroides
Meineckia cerebroides là một loài thực vật có hoa trong họ Diệp hạ châu. Loài này được (Petra Hoffm.) Voronts. & Petra Hoffm. mô tả khoa học đầu tiên năm 2008.